# Шом-э-Куршан
Шом-э-Курша́н (фр. Chaume-et-Courchamp) — коммуна во Франции, находится в регионе Бургундия. Департамент коммуны — Кот-д’Ор. Входит в состав кантона Фонтен-Франсез. Округ коммуны — Дижон.
Код INSEE коммуны — 21158.

## Население
Население коммуны на 2010 год составляло 155 человек.
| 1962 | 1968 | 1975 | 1982 | 1990 | 1999 | 2010 |
| ---- | ---- | ---- | ---- | ---- | ---- | ---- |
| 86   | 88   | 145  | 142  | 131  | 140  | 155  |

## Экономика
В 2010 году среди 102 человек трудоспособного возраста (15—64 лет) 84 были экономически активными, 18 — неактивными (показатель активности — 82,4 %, в 1999 году было 71,6 %). Из 84 активных жителей работали 78 человек (41 мужчина и 37 женщин), безработных было 6 (6 мужчин и 0 женщин). Среди 18 неактивных 6 человек были учениками или студентами, 6 — пенсионерами, 6 были неактивными по другим причинам.